# Alfons Kolling

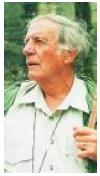
Alfons Kolling (2003)

Alfons Kolling (* 13. September 1922 in Quierschied; † 9. Dezember 2003 in Göttelborn) war ein deutscher Prähistorischer Archäologe. Er war Landesarchäologe des Saarlandes und erster Direktor des Museums für Vor- und Frühgeschichte in Saarbrücken.

## Leben
Kolling war der Sohn des Bergmanns Nikolaus Kolling (1896–1961) und seiner Frau Else geb. Guthörl (1897–1979); sein Onkel Paul Guthörl war Paläontologe. Alfons Kolling trat nach Verwaltungslehre, Kriegsdienst und einer Ausbildung an der Schule für Kunst und Handwerk als Meisterschüler bei Boris Kleint und Karl Kunz 1948 als Restaurator der Altertumssammlung in den Dienst des Staatlichen Konservatoramtes. In den 1950er Jahren begann er neben seiner Tätigkeit mit wissenschaftlichen Arbeiten und studierte schließlich von 1959 bis 1964 berufsbegleitend Vor- und Frühgeschichte an der Universität des Saarlandes bei Rolf Hachmann. Er wurde 1965 mit einer Dissertation über die späte Bronzezeit an Saar und Mosel promoviert. Im selben Jahr wurde er mit der Leitung der Bodendenkmalpflege im Konservatoramt und der des Museums für Vor- und Frühgeschichte in Saarbrücken betraut.

## Wirken
Kollings nachhaltigste Aktivitäten waren die Ausgrabung des keltischen Fürstinnengrabes von Reinheim in den 50er Jahren sowie der römischen Etappenstadt in Schwarzenacker 1965–67 und 1980–82. Das Reinheimer Grab war das erste fachmännisch ausgegrabene keltische Fürstengrab im Saarland.
Kolling war an der Vermittlung archäologischer Themen an ein breites Publikum interessiert und konzipierte auf diesem Hintergrund das archäologische Freilichtmuseum in Schwarzenacker. Er war bis 1985 Landesarchäologe des Saarlandes.
Kolling hatte einen ständigen Kontakt zu zahlreichen Heimatforschern. Neben die vielen Forschungsaktivitäten trat das Tagesgeschäft des Landesarchäologen und Direktors des Museums für Vor- und Frühgeschichte in Saarbrücken. Er vertrat die Interessen des Saarlandes im Bund. Die dabei erworbenen Verdienste führten 1966 zur Wahl zum Korrespondierenden Mitglied, 1978 zum Ordentlichen Mitglied des Deutschen Archäologischen Instituts in Berlin. Kolling hat neben zahlreichen wissenschaftlichen Publikationen auch populäre Werke zur saarländischen Altertumskunde veröffentlicht, die auch stilistisch hervortreten. Zu seinen wichtigsten Werken zählt das Buch „Die Römerstadt in Homburg-Schwarzenacker“. Noch 2002 erschien eine Abhandlung zum gallorömischen Quellheiligtum Kasbruch bei Neunkirchen.

## Ehrungen
Kolling wurde 1982 mit der Bürgermedaille der Stadt Homburg ausgezeichnet und zum Honorarprofessor für Vor- und Frühgeschichte an der Universität des Saarlandes ernannt. Ab 1991 war er Träger des Saarländischen Verdienstordens.